# Hichani Himoonde
Hichani Himonde, né le 15 juin 1985 à Lusaka ou le 1er août 1986 à Ndola, est un footballeur zambien. Il joue au poste de défenseur.

## Biographie
Il participe à la Coupe d'Afrique des nations 2008 puis à la Coupe d'Afrique des nations 2010 avec l'équipe de Zambie.
Il remporte la Coupe d'Afrique des nations 2012 avec la Zambie.
Il possède 73 sélections (1 but) avec la Zambie.

## Carrière
- 2006-déc. 2006 :  Lusaka Dynamos
- jan. 2007-2007 :  Zanaco FC
- 2007-déc. 2008 :  Lusaka Dynamos
- jan. 2009-déc. 2009 :  ZESCO United FC
- jan. 2010-jan. 2014 :  TP Mazembe
- depuis fév. 2014 :  Mamelodi Sundowns FC
  - mars 2014-2014 :  ZESCO United FC (prêt)
  - sep. 2014-déc. 2014 :  ZESCO United FC (prêt)